# Hammonia
Hammonia is de stedenmaagd van de Hanzestad Hamburg.

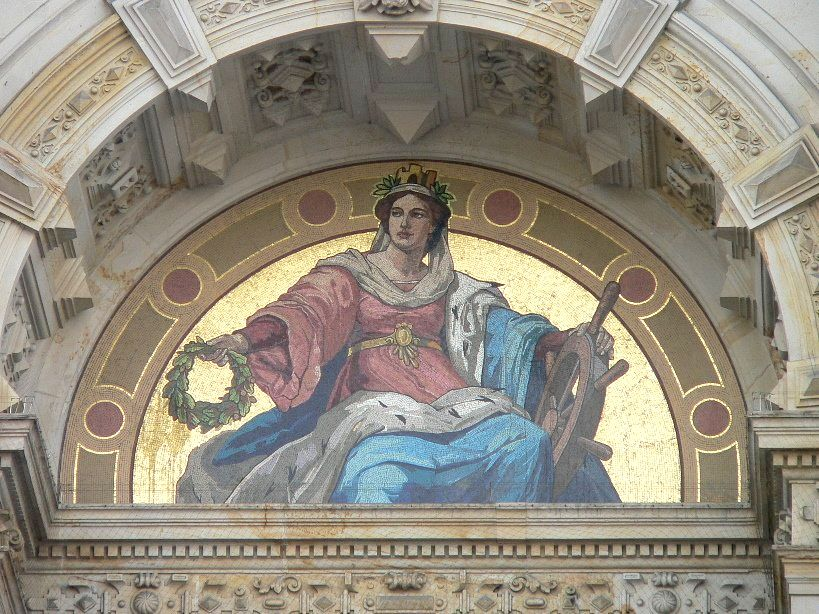
Mozaïek in het Hamburger Rathaus

In de 18e en 19e eeuw begon Duitsland zich te vereenzelvigen met de vrouwenfiguur Germania.  In de 19e eeuw als typisch Germaans geziene attributen als blonde vlechten, een kuras, met staal bedekte borsten en eikenloof onderscheidden haar van de andere nationale maagden zoals Brittania, de Nederlandse Maagd en de Franse Marianne.
De zeevarende en onafhankelijke Hamburgers kozen een eigen stedenmaagd met attributen die aan de zee herinnerden.
Germania werd niet als zeevarend afgebeeld, Duitsland was geen belangrijke zeevarende natie.
Hammonia komt voor als heraldische figuur en als vignet.
De dichter Heinrich Heine "ontmoette" de godin in zijn gedicht "Deutschland. Ein Wintermärchen". Daar is ze de bastaarddochter van Karel de Grote en een schelviskoningin. De godin is bij Heine aangeschoten, drankzuchtig, sentimenteel en corpulent.